# RPA 8
Die RPA 8 ist ein Patrouillenboot der Hafengesellschaft Rotterdam (englisch Rotterdam Port Authority). Das Boot ist mit einem Hybridantrieb ausgerüstet und wurde im September 2017 in Dienst gestellt. Es wurde von der Kooiman Marine Group in Zwijndrecht gebaut und ersetzte die RPA 3.

## Konstruktion
Der Rumpf und die luftgefederten Aufbauten sind aus Aluminium gefertigt und wiegen zusammen 12,5 Tonnen. Die Schiffswerft Kooiman entwickelte zusammen mit Oossanen Group eine neue Rumpfform, die sogenannte Fast Displacement Hull Form und den Hull Vane, eine Unterwassertragfläche, die die Heckwelle verringert. Zusammen tragen sie zu einer Kraftstoffersparnis bei. Der Hull Vane ist ein Flügel, der über 80 % der Schiffsbreite geht und von einer Plattform überdeckt ist. Das Deck ist mit einer Heizung zur Verhinderung von Glatteis ausgerüstet. Zur Rettung Schiffbrüchiger sind eine Rettungstreppe und ein Kran an Bord.
Mit zunehmender Geschwindigkeit wird der bis auf einen kleinen Kiel abgerundete Rumpf angehoben. Im Vergleich zu vorhergehenden Patrouillenbooten benötigt die RPA 8 bei gleicher Geschwindigkeit 50 % weniger Leistung. Die Heckwelle ist 30 Meter hinter dem Boot nur zehn Zentimeter hoch.

## Antrieb
Das 25 Meter lange und 5,40 Meter breite Boot wird von zwei schadstoffarmen MAN-Dieselmotoren vom Typ D2676LE424 mit Katalysator und Rußfilter und je 382 kW Leistung auf zwei Festpropeller angetrieben. Zwischen Dieselmotor und Propellerwelle sitzen zwei Hohlwellenelektromotoren mit je 175 kW Leistung. Bei Geschwindigkeiten bis zu 20 km/h wird ein Dieselmotor ausgeschaltet und der andere versorgt über den als Generator laufenden Elektromotor den anderen Elektromotor mit Strom. Bei höheren Geschwindigkeiten laufen beide Dieselmotoren und treiben direkt die Propeller an. Die Brennstoffersparnis liegt zwischen 15 und 20 Prozent. Die Höchstgeschwindigkeit beträgt mit reinem Motorantrieb 35 km/h.